# Rosa Angélica Barraza Félix
Rosa Angélica Barraza Félix (Sonora, 7 de septiembre de 1994), es una atleta paralímpica mexicana que participó en los Juegos Paralímpicos Nacionales de 2015. Estudió la Licenciatura en Administración de Empresas Turísticas en la Universidad Estatal de Sonora.

## Carrera deportiva
Un accidente automovilístico le produjo una discapacidad física cuando tenía 12 años de edad. Posteriormente, en 2011 comenzó su vida deportiva lo cual la llevó al podium obteniendo la medalla de oro en dos ocasiones, en las pruebas de lanzamiento de bala y jabalina.

## Palmarés nacionales
| Juegos Paralímpicos Nacionales | Juegos Paralímpicos Nacionales | Juegos Paralímpicos Nacionales | Juegos Paralímpicos Nacionales |
| Año                            | Lugar                          | Medalla                        | Prueba                         |
| 2015                           | Querétaro                      | Oro                            | Lanzamiento de bala            |
| 2015                           | Querétaro                      | Oro                            | Lanzamiento de jabalina        |
| ------------------------------ | ------------------------------ | ------------------------------ | ------------------------------ |

## Premios y reconocimientos
En 2018, le fue otorgado el Premio Estatal de la Juventud por el Gobierno Estatal de Sonora en la categoría «Discapacidad e Integración».